# Feb 5, '95
Feb 5, '95 is de vijftiende aflevering van het eerste seizoen van de televisieserie ER, die voor het eerst werd uitgezonden op 2 februari 1995.

## Verhaal
Dr. Greene wordt verrast door Dr. Morgenstern, hij krijgt een baan aangeboden als hoofdarts van de SEH. Hij is er zeer vereerd mee en vertelt het goede nieuws aan zijn vrouw, die is hier echter niet blij mee omdat zij een baan heeft in Milwaukee. Later krijgt Dr. Greene een terminale kankerpatiënte onder zijn hoede, zij smeekt hem haar te laten sterven. Hier heeft hij het toch moeilijk mee omdat dit tegen zijn principe is.
Dr. Benton kwetst Haleh, hier krijgt hij echter spijt van omdat Haleh het werk van hem nu moeilijker maakt.
Als er een giftige slang ontsnapt op de SEH breekt er paniek uit onder het personeel.
De SEH krijgen nieuwe defibrillators waar de verpleegsters zeer blij mee zijn. De woede is groot bij hen als deze gestolen worden door de afdeling cardiologie, uit wraak stelen zij hen snel weer terug.

## Rolverdeling

### Hoofdrol
- Anthony Edwards - Dr. Mark Greene
- Christine Harnos - Jennifer Greene
- George Clooney - Dr. Doug Ross
- Sherry Stringfield - Dr. Susan Lewis
- Eriq La Salle - Dr. Peter Benton
- William H. Macy - Dr. David Morgenstern
- Malgorzata Gebel - Dr. Bogdana Lewinski
- Noah Wyle - John Carter
- Ming-Na Wen - Deb Chen
- Julianna Margulies - verpleegster Carol Hathaway
- Conni Marie Brazelton - verpleegster Connie Oligario
- Lily Mariye - verpleegster Lily Jarvik
- Yvette Freeman - verpleegster Haleh Adams
- Deezer D - verpleger Malik McGrath
- Ellen Crawford - verpleegster Lydia Wright
- Gloria Reuben - Jeanie Boulet
- Emily Wagner - ambulanceverpleegkundige Doris Pickman
- Montae Russell - ambulanceverpleegkundige Dwight Zadro

### Gastrol
- Zachary Browne - Jake Leeds
- Lisa Zane - Diane Leeds
- Bobcat Goldthwait - Mr. Conally
- Linda Kelsey - Grace Holsten
- Wortham Krimmer - Jonathan Weiss
- Sharon Madden - hospice verpleegster Risberg
- Raushan Hammond - Harold
- Sarah Daly - Dr. Sherry Dunphy
- Rolando Molina - Rolando
- Javi Mulero - Del Torre
- Montae Russell - Dwight Zadro

en vele andere